# Elezioni presidenziali in Siria del 1991
Le elezioni presidenziali in Siria del 1991 si tennero il 2 dicembre.
La Costituzione siriana prevedeva che il Presidente dovesse essere scelto dal Partito Ba'th e che la sua candidatura dovesse essere approvata prima dal Consiglio del popolo e poi dal popolo siriano tramite referendum. Il Consiglio del popolo scelse Hafez al-Assad, segretario del Partito Ba'th.

## Risultati
| A favore        | 6 726 843 | 99,99  |  |  |  |  |  |  |
| Contro          | 396       | 0,01   |  |  |  |  |  |  |
| Totale          | 6 727 239 | 100    |  |  |  |  |  |  |
|                 |           |        |  |  |  |  |  |  |
| Voti non validi | 753       | 0,01   |  |  |  |  |  |  |
| Votanti         | 6 727 992 | 100,00 |  |  |  |  |  |  |
| Elettori        | 6 727 843 |        |  |  |  |  |  |  |